# 莫斯島
56°47′N 8°43′E / 56.783°N 8.717°E

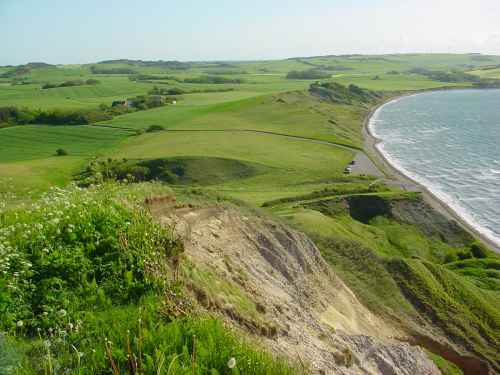

位置圖

莫斯島（Mors）是丹麥的島嶼，位於利姆海峽，由北日德蘭大區負責管轄，面積368平方公里，最高點海拔高度89米，2001年人口22,989，人口密度為每平方公里62.47人。

## 外部連結
- Mors Tourist （页面存档备份，存于）